# Divizia B 1967-1968
Divizia B 1967–1968 a fost al 28-lea sezon al celui de-al doilea nivel al sistemului de ligi ale fotbalului românesc.

## Formatul
Formatul a fost menținut la două serii, fiecare dintre ele având 14 echipe. La finalul sezonului, câștigătorii seriei au promovat în Divizia A. Datorită extinderii Diviziei A și B de la 14 la 16 echipe, și locurile secunde din serie au jucat un play-off de promovare, la finalul căruia. locul doi din seria a doua a promovat și el în Divizia A și ultimele două locuri din ambele serii au jucat un play-off pentru retrogradare împotriva locurilor secunde din Divizia C, la finalul căruia o singură echipă a retrogradat.

## Schimbări de echipă
| Promovat din Divizia C - Victoria Roman - Portul Constanța - Metalul Hunedoara - Olimpia Oradea Retrogradat din Divizia A - CSMS Iași - Politehnica Timișoara | Retrogradat în Divizia C - Progresul Brăila - Minerul Lupeni - Oțelul Galați - Unirea Dej Promovat în Divizia A - Dinamo Bacău - ASA Mureșul Târgu Mureș |

### Echipe redenumite
CSMS Iași a fost redenumit Politehnica Iași.
Dinamo Victoria București a fost redenumită Electronica Obor București.
Metalurgistul București a fost redenumit Metalul București.
Oltul Râmnicu Vâlcea a fost redenumit Chimia Râmnicu Vâlcea.

### Alte echipe
Siderurgistul Galați și-a cedat locul în Divizia B Politehnica Galați, fostă Știința Galați. Siderurgistul a fost apoi dizolvat.
Clujeana Cluj a fuzionat cu CFR Cluj (care a apărut din nou într-o divizie inferioară), prima fiind absorbită de a doua.

## Clasamente

### Seria I
| Loc | Echipa                     | MJ | V  | E | Î  | GM | GP | DG  | Pct | Promovare sau retrogradare         |
| --- | -------------------------- | -- | -- | - | -- | -- | -- | --- | --- | ---------------------------------- |
| 1   | Politehnica Iași (C, P)    | 26 | 14 | 4 | 8  | 37 | 24 | +13 | 32  | Promovarea în Divizia A            |
| 2   | Politehnica Galați (Q)     | 26 | 12 | 6 | 8  | 43 | 28 | +15 | 30  | Calificarea în promotion play-off  |
| 3   | Electronica Obor București | 26 | 11 | 8 | 7  | 52 | 38 | +14 | 30  |                                    |
| 4   | Metalul București          | 26 | 11 | 6 | 9  | 30 | 24 | +6  | 28  |                                    |
| 5   | Ceahlăul Piatra Neamț      | 26 | 13 | 2 | 11 | 30 | 32 | −2  | 28  |                                    |
| 6   | Portul Constanța           | 26 | 12 | 3 | 11 | 32 | 33 | −1  | 27  |                                    |
| 7   | Politehnica București      | 26 | 10 | 6 | 10 | 35 | 26 | +9  | 26  |                                    |
| 8   | Flacăra Moreni             | 26 | 10 | 5 | 11 | 30 | 35 | −5  | 25  |                                    |
| 9   | CFR Pașcani                | 26 | 11 | 3 | 12 | 33 | 46 | −13 | 25  |                                    |
| 10  | Chimia Suceava             | 26 | 9  | 6 | 11 | 27 | 27 | 0   | 24  |                                    |
| 11  | Metrom Brașov              | 26 | 8  | 8 | 10 | 29 | 33 | −4  | 24  |                                    |
| 12  | Poiana Câmpina             | 26 | 11 | 2 | 13 | 23 | 31 | −8  | 24  |                                    |
| 13  | Chimia Râmnicu Vâlcea (O)  | 26 | 8  | 6 | 12 | 27 | 36 | −9  | 22  | Calificarea în relegation play-off |
| 14  | Victoria Roman (R)         | 26 | 8  | 3 | 15 | 24 | 39 | −15 | 19  | Calificarea în relegation play-off |

### Serie II
| Loc | Echipa                | MJ | V  | E | Î  | GM | GP | DG  | Pct | Promovare sau retrogradare         |
| --- | --------------------- | -- | -- | - | -- | -- | -- | --- | --- | ---------------------------------- |
| 1   | Vagonul Arad (C, P)   | 26 | 15 | 7 | 4  | 43 | 22 | +21 | 37  | Promovarea în Divizia A            |
| 2   | Crișul Oradea (O, P)  | 26 | 12 | 7 | 7  | 32 | 26 | +6  | 31  | Calificarea în promotion play-off  |
| 3   | CFR Timișoara         | 26 | 11 | 5 | 10 | 38 | 29 | +9  | 27  |                                    |
| 4   | F.C. Baia Mare        | 26 | 11 | 5 | 10 | 30 | 34 | −4  | 27  |                                    |
| 5   | CFR Cluj              | 26 | 11 | 3 | 12 | 46 | 37 | +9  | 25  |                                    |
| 6   | Politehnica Timișoara | 26 | 10 | 5 | 11 | 48 | 43 | +5  | 25  |                                    |
| 7   | CFR Arad              | 26 | 11 | 3 | 12 | 35 | 31 | +4  | 25  |                                    |
| 8   | Metalul Hunedoara     | 26 | 10 | 5 | 11 | 24 | 23 | +1  | 25  |                                    |
| 9   | CSM Sibiu             | 26 | 9  | 7 | 10 | 31 | 34 | −3  | 25  |                                    |
| 10  | IS Câmpia Turzii      | 26 | 9  | 6 | 11 | 31 | 34 | −3  | 24  |                                    |
| 11  | Olimpia Oradea        | 26 | 11 | 2 | 13 | 27 | 37 | −10 | 24  |                                    |
| 12  | CSM Reșița            | 26 | 9  | 5 | 12 | 33 | 34 | −1  | 23  |                                    |
| 13  | Gaz Metan Mediaș (O)  | 26 | 9  | 5 | 12 | 27 | 42 | −15 | 23  | Calificarea în relegation play-off |
| 14  | Cugir (O)             | 26 | 10 | 3 | 13 | 21 | 40 | −19 | 23  | Calificarea în relegation play-off |

## Divizia A play-off
Echipele de pe locurile 13 și 14 din Divizia A se confruntă cu echipele de pe locul 2 din seria Diviziei B. Turneul de play-off s-a disputat la Timișoara.
| Loc | Echipa                  | MJ | V | E | Î | GM | GP | DG | Pct | Promovare sau retrogradare |
| --- | ----------------------- | -- | - | - | - | -- | -- | -- | --- | -------------------------- |
| 1   | Crișul Oradea (C, P)    | 3  | 2 | 1 | 0 | 5  | 2  | +3 | 5   | Promovarea în Divizia A    |
| 2   | Progresul București (P) | 3  | 2 | 0 | 1 | 8  | 4  | +4 | 4   | Promovarea în Divizia A    |
| 3   | Steagul Roșu Brașov (R) | 3  | 1 | 1 | 1 | 4  | 5  | −1 | 3   | Retrogradarea în Divizia B |
| 4   | Politehnica Galați (R)  | 3  | 0 | 0 | 3 | 3  | 9  | −6 | 0   | Retrogradarea în Divizia B |

### Round 1
| Echipa 1                | Scor | Echipa 2               |
| ----------------------- | ---- | ---------------------- |
| Steagul Roșu Brașov (A) | 3–1  | Politehnica Galați (B) |
| Progresul București (A) | 1–2  | Crișul Oradea (B)      |

### Round 2
| Echipa 1                | Scor | Echipa 2               |
| ----------------------- | ---- | ---------------------- |
| Steagul Roșu Brașov (A) | 1–1  | Crișul Oradea (B)      |
| Progresul București (A) | 4–2  | Politehnica Galați (B) |

### Round 3
| Echipa 1                | Scor | Echipa 2                |
| ----------------------- | ---- | ----------------------- |
| Steagul Roșu Brașov (A) | 0–3  | Progresul București (A) |
| Politehnica Galați (B)  | 0–2  | Crișul Oradea (B)       |

## Divizia B play-off
Echipele de pe locurile 13 și 14 din Divizia B se confruntă cu echipele de pe locul 2 din seria Divizia C. Turneele de baraj s-au disputat la Brașov și Arad.

### Grupa I (Brașov)
| Loc | Echipa                    | MJ | V | E | Î | GM | GP | DG | Pct | Promovare sau retrogradare |
| --- | ------------------------- | -- | - | - | - | -- | -- | -- | --- | -------------------------- |
| 1   | Progresul Brăila (C, P)   | 3  | 2 | 1 | 0 | 6  | 1  | +5 | 5   | Promovarea în Divizia B    |
| 2   | Chimia Râmnicu Vâlcea (P) | 3  | 1 | 2 | 0 | 3  | 2  | +1 | 4   | Promovarea în Divizia B    |
| 3   | Gloria Bârlad (P)         | 3  | 1 | 1 | 1 | 5  | 7  | −2 | 3   | Promovarea în Divizia B    |
| 4   | Victoria Roman (R)        | 3  | 0 | 0 | 3 | 2  | 6  | −4 | 0   | Retrogradarea în Divizia C |

### Grupa II (Arad)
| Loc | Echipa                    | MJ | V | E | Î | GM | GP | DG | Pct | Promovare sau retrogradare |
| --- | ------------------------- | -- | - | - | - | -- | -- | -- | --- | -------------------------- |
| 1   | Gaz Metan Mediaș (C, P)   | 3  | 2 | 0 | 1 | 2  | 1  | +1 | 4   | Promovarea în Divizia B    |
| 2   | Cugir (P)                 | 3  | 2 | 0 | 1 | 3  | 2  | +1 | 4   | Promovarea în Divizia B    |
| 3   | Metalul Turnu Severin (P) | 3  | 1 | 1 | 1 | 3  | 3  | 0  | 3   | Promovarea în Divizia B    |
| 4   | Chimica Târnăveni (R)     | 3  | 0 | 1 | 2 | 1  | 3  | −2 | 1   | Retrogradarea în Divizia C |